# Вторая Речка (река, впадает в Японское море)
Вторая Речка — река на юге Приморского края, протекает по территории полуострова Муравьёва-Амурского, является одной из малых рек Владивостока. Длина 6,15 километра, площадь бассейна — 16,1 км². Берёт своё начало на западных склонах Центрального хребта, течёт в западном направлении и впадает в Бухту Кирпичного Завода (Амурский залив) между мысами Фирсова и Калузина.

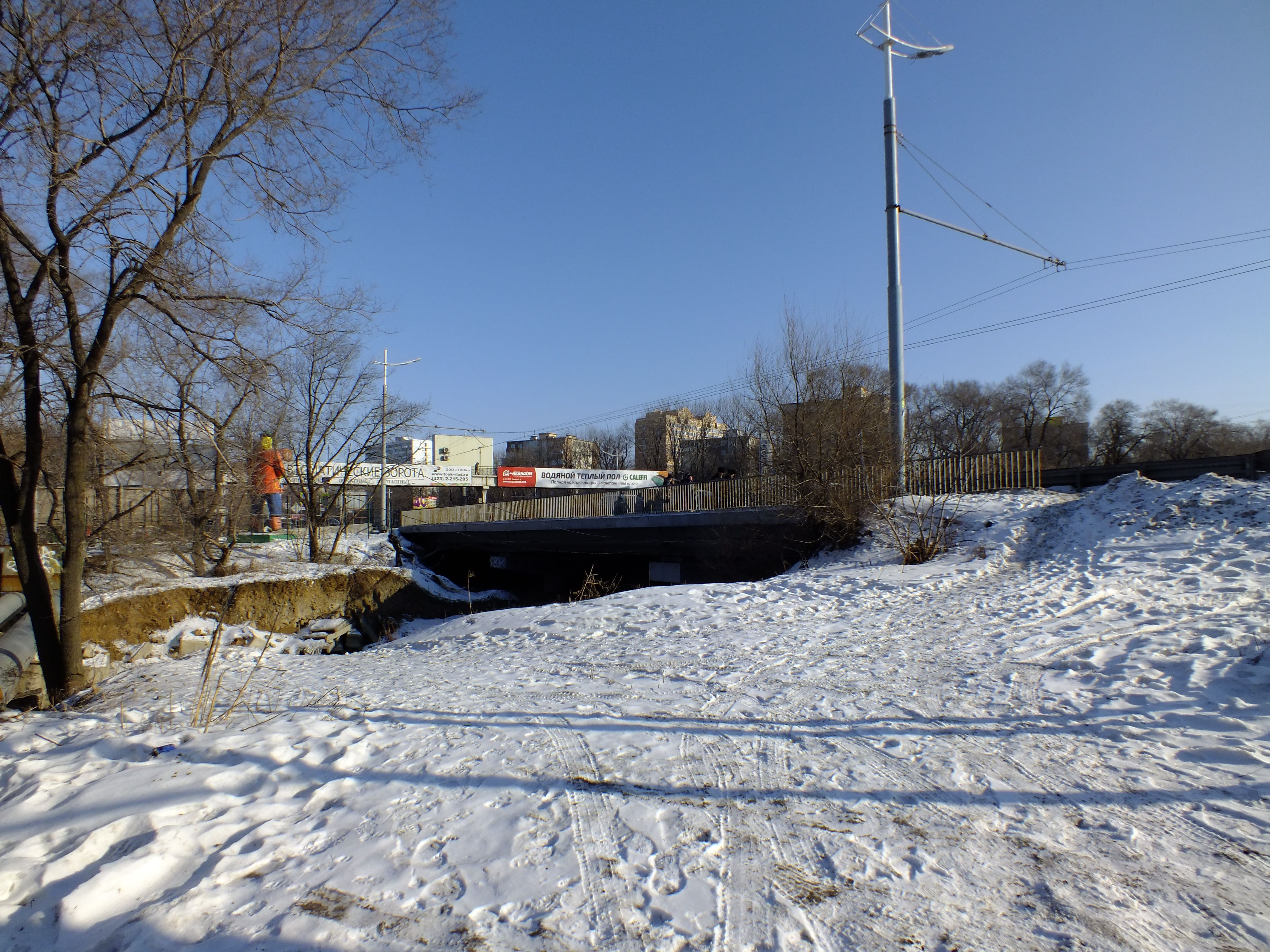
Проспект Столетия Владивостока пересекает долину реки Вторая Речка

Речной бассейн, за исключением незначительного участка в верховьях реки, почти полностью занят инфраструктурой города. Его длина около 5 км, ширина — 2-3 км. Бассейн граничит на севере с бассейнами малых рек, впадающих в Амурский залив, наибольшая из которых — река Седанка. На юге водораздел проходит с бассейном реки Первая Речка.
Речное русло слабоизвилистое, почти на всём протяжении имеет ширину от 0,5 до 3 метров, ближе к устью расширяется до 10-12 метров. Берега обрывистые, высотой до 1 м, сложены суглинками с большим содержанием песка, гальки и гравия. Дно песчано-галечное с примесью гравия, значительно засорено бытовыми отходами и сточными водами.
В летнее время часты паводки, вызываемые в основном интенсивными продолжительными дождями. Подъём воды в реке быстрый, амплитуда колебания уровня воды — до 3-х метров. Для защиты от паводков русло реки на значительном протяжении было ограждено железобетонными лотками и плитами с высокими (до 3-4 м) вертикальными стенками.